# Antonin Bajewski
Jan Eugene Bajewski, né le 17 janvier 1915 à Vilnius, mort le 18 mai 1941 au camp d'Auschwitz, en religion Frère puis Père Antonin Bajewski, est un religieux franciscain qui subit le martyre en 1941 et est reconnu bienheureux par l'Église catholique en 1999.

## Biographie
Jan Eugène Bajewski est né en 1915 à Vilnius. En 1934, il entre chez les Franciscains conventuels et prend le nom de Frère Antonin. Il est ordonné prêtre en 1939 et devient le vicaire de saint Maximilien Kolbe. Arrêté par les Allemands  en 1941 avec le Père Kolbe, Antonin est jeté en prison. 
Autour de lui, il redonne espoir et courage aux prisonniers et leur donne ses rations. Il est déporté au camp de concentration d'Auschwitz. Là-bas, il contracte une fièvre typhoïde mortelle. Il meurt le 18 mai 1941.

## Reconnaissance par l'Église
Reconnu par l'Église catholique comme l'un des cent-huit martyrs polonais de la Seconde guerre mondiale, il est béatifié par le pape Jean-Paul II le 13 juin 1999. Le Martyrologe romain le célèbre le 7 mai.

### Sources bibliographiques
- (pl) Marek Darul, Błogosławiony ojciec Antonin Bajewski, Wydaw. Duszpasterstwa Rolników, 2001  (ISBN 8388743198 et 9788388743191), 63 pages.